# اتل کندی
اتل کندی (انگلیسی: Ethel Kennedy; ۱۱ آوریل ۱۹۲۸ – ۱۰ اکتبر ۲۰۲۴) فعال حقوق بشر اهل ایالات متحده آمریکا بود.
وی همچنین برندهٔ جوایزی همچون نشان افتخار آزادی رئیس‌جمهوری در سال ۲۰۱۴ با اهدای رئیس جمهور وقت، باراک اوباما شده است.

## همچنین ببینید
- خانواده کندی